# ヒノテガ
ヒノテガ（スペイン語: Jinotega）はニカラグアの都市である。ヒノテガ県の県都である。

## 経済
主要産業は農業で、コーヒー栽培が盛んである。ニカラグアコーヒーとしてアメリカ合衆国、ロシア、カナダ、ヨーロッパ（EU地域）に輸出している。